# شلفته‌هامن
شلفته‌هامن (به سوئدی: Skelleftehamn) یک منطقهٔ مسکونی در سوئد است که در بخش شلفتیو واقع شده‌است. شلفته‌هامن ۴٫۰۱ کیلومتر مربع مساحت و ۳٬۱۸۴ نفر جمعیت دارد.